# Bộ phát đáp

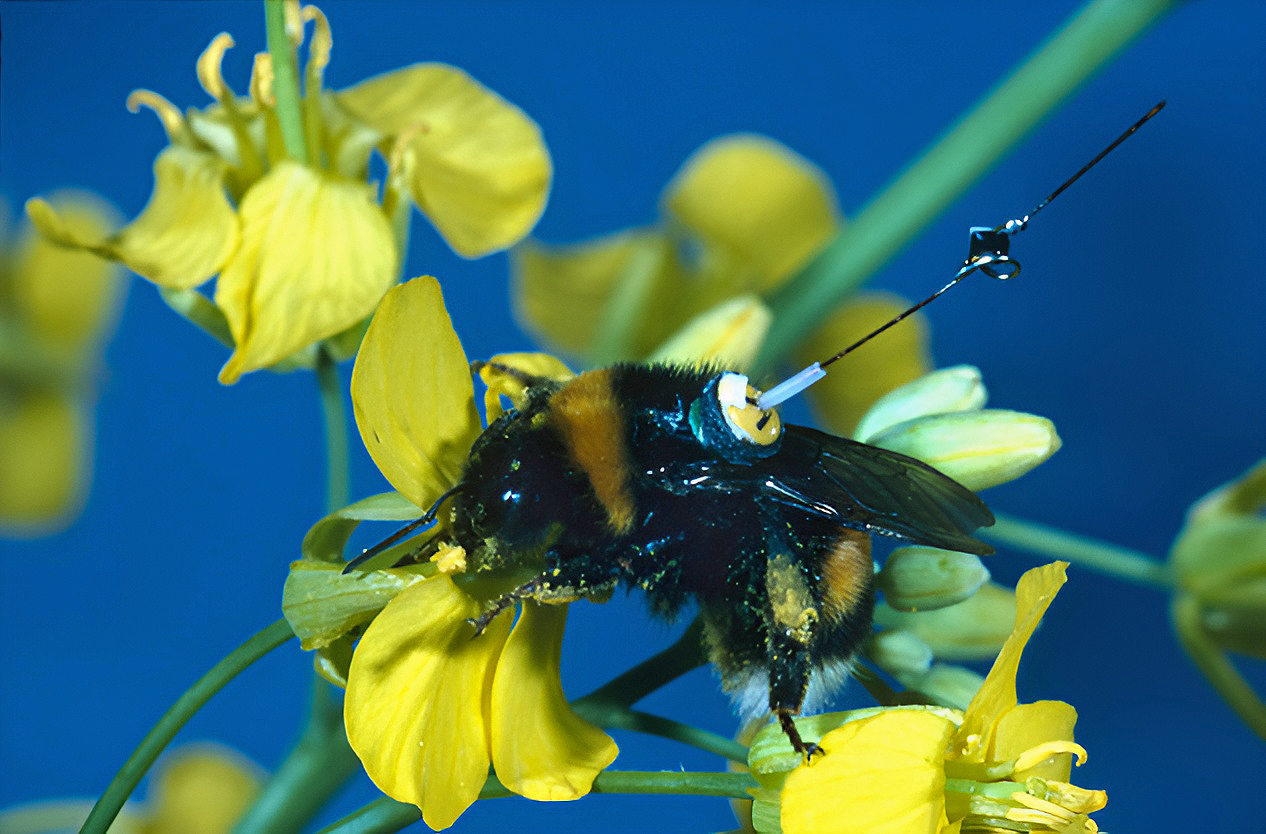
Một con ong nghệ có gắn transponder vào lưng.

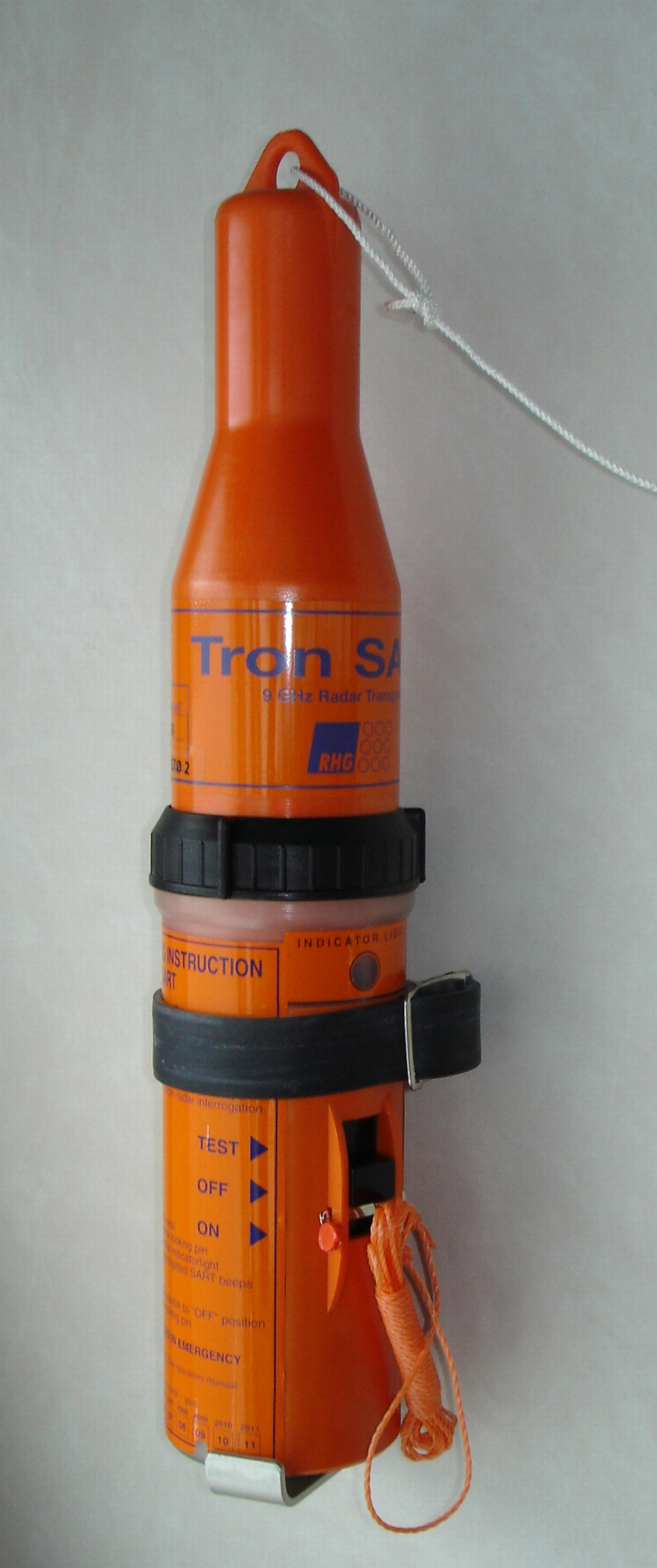
Transponder dùng ở bè cứu sinh (SART).

Bộ phát đáp (tiếng Anh: transponder) là thiết bị liên lạc thực hiện tiếp nhận tín hiệu và phát lại tín hiệu theo cách thức xác định nào đó.
Thuật ngữ transponder là từ ghép của transmitter-responder, để chỉ các loại máy phát đáp hoạt động trong các môi trường khác nhau với cách thức khác nhau, và được viết tắt theo tiếng Anh là XPDR, XPNDR, TPDR hoặc TP.

## Phân loại
Phân loại thực hiện tùy theo tiêu chí khác nhau. Thể phân loại chính nhất, phân loại theo môi trường hoạt động thì transponder được chia ra các loại:
1. Transponder hoạt động bằng sóng vô tuyến trong khí quyển, ví dụ trong radar truy vấn.
2. Transponder trong vệ tinh thông tin làm việc với sóng vô tuyến, ví dụ trong vệ tinh truyền thông.
3. Transponder trong truyền thông sợi quang làm việc với ánh sáng, ví dụ loại thực hiện khuếch đại tín hiệu quang học để bù lại suy giảm khi truyền dẫn xa.
4. Sonar transponder làm việc với sóng siêu âm trong môi trường nước ở sông hồ biển.
5. Transponder trong các thiết bị số làm việc với máy tính, PDA,...

Phân loại theo cách thức hoạt động thì có:
1. Repeater hay trạm chuyển tiếp, là transponder nhận và khuếch đại phát lại nguyên dạng tín hiệu, như transponder trong truyền thông sợi quang, vệ tinh thông tin,...
2. Transponder phát trễ, thực hiện nhận tín hiệu và phát lại với lượng trễ nào đó, không nhất thiết cố định.
3. Transponder truy vấn, thực hiện trả lời theo cách thức xác định, thường là mã và có thể công khai hoặc bí mật tùy theo mục đích sử dụng, ví dụ truy vấn nhận dạng bạn thù,...

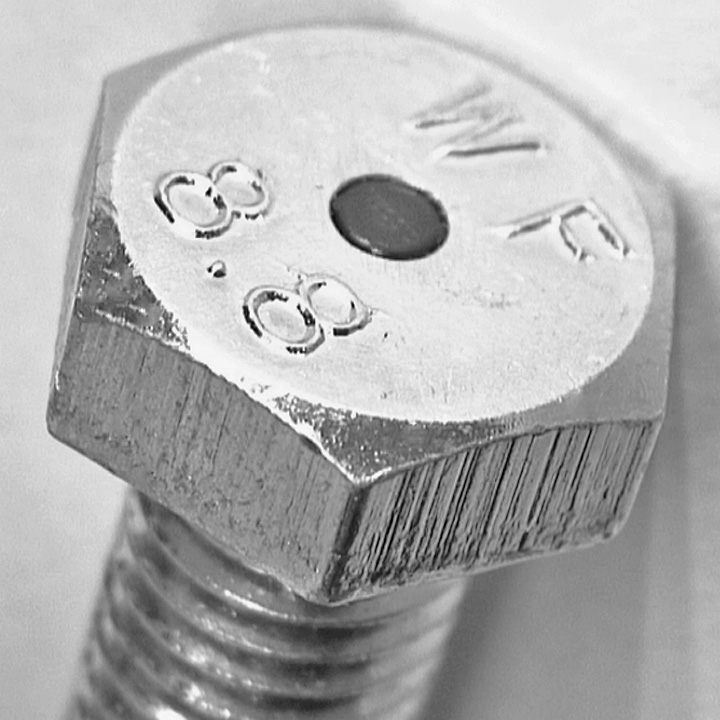
Một bu lông chứa RFID 13,56MHz để đặt vào thiết bị công nghiệp.

Phân loại theo sử dụng năng lượng thì có:
1. Transponder chủ động, có sử dụng nguồn năng lượng để xử lý và phát tín hiệu. Hầu hết transponder là chủ động.
2. Transponder bị động, không sử dụng nguồn năng lượng riêng để phát tín hiệu. Điển hình là chip RFID trong nhận dạng qua sóng vô tuyến, gửi mã nhận dạng cho đầu đọc ở cự ly gần [2]. RFID hiện được gắn vào sinh vật, các vật hay thiết bị cần đánh dấu nhận dạng trong sản xuất và sử dụng [3].